# Brøndby

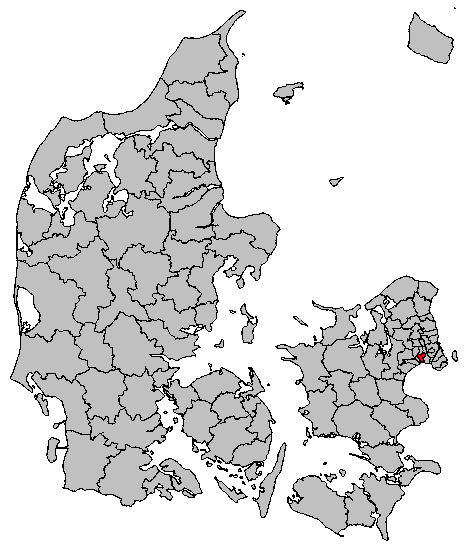
Ubicación de Brøndby en Dinamarca.

Brøndby es un municipio danés, situado en el distrito de Copenhague sobre la costa este de la isla de Selandia (Sjælland). La municipalidad cubre un área de 21 km² y tiene una población de 34,513 habitantes (2005).
El pueblo principal y sede de su consejo municipal es el poblado de Brøndby, también bastión del club de fútbol Brøndby IF.
Las municipalidades vecinas son Hvidovre al este, Rødovre y Glostrup al norte, Albertslund al noroeste y Vallensbæk al oeste. Hacia el sur está Køge Bugt. 
Brøndby no fue fusionado con otros municipios el 1 de enero de 2007 en la llamada Reforma municipal de 2007.